# La meglio gioventù
La meglio gioventù (en français  La Meilleure Jeunesse) est un recueil de poèmes en frioulan de Pier Paolo Pasolini, publié en 1954.
La collection comprend la plupart des poèmes qui ont été publiés entre 1942 et 1953.

## L'œuvre
Ces poèmes ont été écrits en langue frioulane, mais chacun d'eux est accompagné de sa version en langue italienne.
L'œuvre est divisée en deux parties : la première partie, qui porte le titre de Poesia a Casarsa (la Poésie à Casarsa), comprend la plupart des poèmes qui ont été publiés à Bologne en 1942 et une section intitulée Suite friulana (1944-49) ; la deuxième partie comprend la collection El Testament Coràn (1947-1952) et le poème Romancero (1947-1953).
Poesie a Casarsa et Suite friulana sont des poèmes autobiographiques qui racontent les vicissitudes de sa famille maternelle (Colussi), de l'époque napoléonienne a l'après-guerre.
El Testament Coràn et Romancero racontent le Frioul à travers l'état de misère et d'exploitation de la paysannerie dans la période d'après-guerre.